# Carlos René Salinas Araneda
Carlos René Salinas Araneda (* 22. Oktober 1949 in San Felipe (Chile)) ist ein chilenischer Jurist, Rechtshistoriker und Hochschullehrer.

## Leben und Wirken
Salinas Araneda studierte Rechts- und Sozialwissenschaften an der Pontificia Universidad Católica de Valparaíso (Chile), mit einem Abschluss 1976. Er schloss bis 1978 ein Studium der Rechtswissenschaften an der Universität Complutense Madrid (Spanien) an. Dort erwarb er auch 1980 einen Doktor der Rechtswissenschaften. 1989 erwarb er einen Abschluss in kanonischem Recht an der Päpstlichen Universität von Salamanca. 1999 promovierte er in kanonischem Recht an der Pontificia Università San Tommaso d’Aquino in Rom.
Seit 1973 ist er Professor für Rechtsgeschichte, kanonisches Recht und Staatskirchenrecht an der Pontificia Universidad Católica de Valparaíso. Außerdem ist er seit 1992 Professor für Rechtsgeschichte und für kanonisches Recht an der Universidad de Chile. Er ist ziviler und kirchlicher Anwalt, sowie kirchlicher Richter an der Regionaldirektion von Valparaíso.
Er ist Mitglied des Päpstlichen Komitees für Geschichtswissenschaft und korrespondierendes Mitglied der Chilenischen Akademie für Geschichte.
Er forscht und lehrt zu den Themen Rechtsgeschichte des öffentlichen und kirchlichen Rechts, sowie kanonisches Recht und Staatskirchenrecht.

## Schriften (Auswahl)
- Sectas y Derecho. La respuesta jurídica al problema de los nuevos movimientos religiosos. Valparaíso 2001.
- Lecciones de Derecho Eclesiástico del Estado de Chile. Valparaíso 2004.
- El error en el matrimonio. Santiago 2005.
- mit Luis Eugenio Meneses Iturrizaga: La incapacidad matrimonial por causas psíquicas. Sentencias del Tribunal Eclesiástico Regional de Valparaíso. Valparaíso 2005.
- El influjo del derecho canónico en el Código Civil de la República de Chile. Valparaíso 2006.
- El matrimonio religioso ante el derecho chileno. Estudios y problemas. Valparaíso 2009.